# Michael James Gallagher
Michael James Gallagher (* 18. November 1866 in Auburn; † 20. Januar 1937 in Detroit) war ein US-amerikanischer Bischof der Römisch-katholischen Kirche.
Am 19. März 1893 wurde er zum Priester für das Bistum Grand Rapids geweiht. Am 5. Juli 1915 ernannte Papst Benedikt XV. ihn zum Koadjutorbischof von Grand Rapids und Titularbischof von Tipasa. Am 8. September 1915 weihte Henry Joseph Richter, Bischof von Grand Rapids, ihn zum Bischof. Mitkonsekratoren waren Joseph Schrembs, Bischof von Toledo, und Edward Denis Kelly, Weihbischof in Detroit. Am 26. Dezember 1916 folgte er nach dem Tod von Richter, diesem als Bischof von Grand Rapids nach. Am 18. Juli 1918 ernannte ihn Papst Benedikt XV. ihn zum Bischof von Detroit. Am 18. November 1918 wurde er als Bischof inthronisiert.